# 塩谷義綱
塩谷 義綱（しおのや よしつな）は、戦国時代後期の宇都宮氏重臣。下野国川崎城城主。江戸時代には佐竹氏重臣で出羽国十二所城城主。

## 生涯
塩谷義孝の嫡男として生まれるが、5歳の時、永禄7年（1564年）10月6日の夜、叔父・孝信の謀反により居城の川崎城で父義孝が暗殺される。義綱は家臣の大沢康勝の助けにより川崎城を脱出し、山本上総介の居城宇都野城（鳩が森城）に落ち延びる。その2年後の永禄9年（1566年）に川崎城を奪還し、帰還する。
その後、天正2年（1574年）11月に家督を相続する。
塩谷氏と隣接する那須氏との争いは、天正13年（1585年）に宇都宮国綱・佐竹義重・結城晴朝連合軍と那須資晴による薄葉ヶ原の戦いに発展した。
天正17年（1589年）6月29日に聚楽第において豊臣秀吉に謁見。所領を安堵されるも、翌年には家臣である岡本正親と庶兄の義通が秀吉の後援を得て独立したため、実質的な減封となった。
その後の義綱の処遇については諸説ある。
天正19年（1591年）に宇都宮国綱が領内の「城割」を実施して、真岡城の芳賀氏の除いた重臣の城を没収している。これは宇都宮氏が改易された直後の江戸時代初頭に、同氏と関係の深い伊勢神宮の御師・佐八氏が作成した『下野国御旦那帳』の中で、益子城・上三川城・川崎城・祖母井城・笠間城の城主が全て国綱の近臣に変更されたとする記述と合致する。『下野国御旦那帳』によれば、国綱の側近である籠谷政高が川崎城の城主になったという。官位は籠谷伊勢守で籠谷城城主でもある。また、義綱が『下野国御旦那帳』を作成した佐八氏と交流があったことが確認でき、文禄2年（1593年）に義綱の家臣である青木景秀が、佐八氏に対して「牢倒」を理由に進納額の減少する旨の書状を送っており、このことも同年段階に塩谷義綱が川崎城主ではなかったことを示しているとみられている。また、文禄2年9月に宇都宮国綱を訪問した佐竹義宣の家臣・大和田重清の日記によれば、義綱ら宇都宮氏の重臣が居城を没収された後、宇都宮城の城下に集住していたとされている。
だが、『秋田塩谷系譜』によれば、文禄4年（1595年）2月8日に秀吉により改易が命じられ、この時に川崎城を立ち退いており、慶長2年（1597年）1月2日には義宣の家臣として初出仕している。改易の理由は不明だが、この時に川崎城は廃城になったとされている。しかし、『秋田塩谷系譜』はあくまでも後世編纂の史料であり、秀吉が陪臣である義綱に対して直接改易を命じるような特殊な事情を裏付ける同時代の史料は現時点では存在していない。
関ヶ原の戦いの後、主君の佐竹氏が秋田に転封されると、義綱は佐竹氏の重臣として十二所城代となった。
寛永8年（1631年）12月9日没。享年72。戒名は永久院殿年華秀万大居士。